# Wallis și Futuna
Wallis și Futuna, oficial Colectivitatea Insulelor Wallis și Futuna (franceză Wallis et Futuna sau Collectivité des Îles Wallis-et-Futuna) este o Colectivitate de peste mări Franceză situată în Oceanul Pacific între Samoa și Fiji. Colectivitatea este formată din două grupuri de insule, grupate în jurul a trei insule de origine vulcanică: Insula Wallis (sau Uvea) în nord și Insulele Hoorn în sud, din care cele mai importante sunt insula Futuna și insula Alofi.

## Istoric
Au fost descoperite de navigatori olandezi și britanici în secolele XVII și XVIII, dar primii europeni care s-au stabilit pe aceste insule au fost misionarii francezi care au introdus catolicismul pe însule începând cu 1837.
În 1842 au cerut protectoratul francez datorită unei rebeliuni populare. În 5 aprilie 1887, regina regatului Uvea (de pe insula Wallis) a semnat tratatul ce stabilea protectoratul francez, urmată de regii din Sigave și Tu´a un an mai târziu. Insulele au fost puse sub autoritatea coloniei franceze Noua Caledonie. În 1917, cele trei regate au fost anexate Franței, devenind colonia Wallis și Futuna, dar tot sub administrația Coloniei Noii Caledonii.
În 1959, locuitorii insulelor au votat pentru a deveni teritoriu francez de peste mări, statut care a devenit efectiv din 1961, terminând astfel subordonarea față de Noua Caledonie.

## Sistem politic
Ca toate celelalte colectivități de peste mare franceze, sistemul politic este sub forma unei democrații parlamentare reprezentative, pluripartite, șeful parlamentului teritorial fiind și șeful guvernului. Particularitatea întâlnită în Wallis și Futuna este că teritoriul este divizat în trei regate cutumiere (franceză royaumes coutumiers): Uvea pe insula Wallis, Sigave în vestul insulei Futuna și Tu`a în estul insulei Futuna și pe insula Alofi. Acestea sunt monarhii aristocratice, în care următorul rege este ales din cadrul aristocrației locale (aliki).
Parlamentul teritorial (franceză Assemblée teritoriale) este format din 20 membrii aleși prin sufragiu universal pe o perioadă de cinci ani. Actualmente, în parlament sunt două grupuri, formate din 4 partide, dintre care 2 sunt reprezentanțele locale ale celor mai importante partide politice franceze. Alegerile se desfășoară în 5 circumscripții electorale, câte una pentru regat ele Sigave șu Tu`a și trei pentru regatul Uvea. De asemenea, Wallis și Futuna alege un deputat și un senator în Parlamentul Franței.
Statul francez este reprezentat în teritoriu de un administrator superior. Rolul său este, printre altele, de a aproba deciziile legate de dreptul civil și buget ale parlamentului teritorial. De asemenea, la propunerea acestuia, administratorul numește trei membri care, împreună cu cei trei regi, formează Consiliul teritoriului, un organism cu rol consultativ în gestiunea locală.
Justiția este administrată conform dreptului francez prin intermediul unui tribunal în capitala Mata-Utu și al unei curți de apel aflată în Noua Caledonie. Pe plan local, funcționează dreptul cutumier tradițional, ce nu poate fi aplicat însă în cazul cazurilor de criminalitate.
Spre deosebire de celelalte teritorii franceze, teritoriul nu este divizat din punct de vedere administrativ în comune. În Futuna, două regate coexistă și regrupează sate, care nu sunt delimitate la fel de strict ca și comunele franceze. În Wallis există 3 districte cutumiere ce gestionează funcțiile administrative ale unei primării și grupează mai multe sate. Dreptul cutumier delimitează într-o manieră informală teritoriul satelor și domeniile regale și publice. Proprietatea este comună, neexistând proprietate privată asupra terenului, șeful familiei obținând un drept de utilizare al terenului de la șeful satului.
Fiecare din cele trei regate are o personalitate morală, posedă un buget porpriu, administrat de un consiliu compus din șefi cutumieri și prezidat de rege. Puterea este importantă, dar este destul de descentralizată, regii trebuind să negocieze cu șefii satelor și cu nobilimea care i-a ales și în același timp să poarte negocieri cu reprezentantul statului francez pentru a obține diverse finanțări. Aceștia obțin anual o donație din partea republicii franceze ce este utilizată pentru a indemniza atât șefii satelor cât și lucrătorii din administrație.
- În Wallis, regele regatului Uvea (numit lavelua) este asistat de un prim ministru (kivalu) și de 5 miniștri. La propunerea populației acesta numește cei trei șefi de district(faipule) ce au autoritate asupra celor 21 șefi ale satelor, recunoscuți de către populație. Șefii satelor, au dreptul de a colecta taxe de interes general, sunt aleși sau destituiți prin plebiscit în cadrul adunărilor satelor (fono) ce se desfășoară duminica într-o sală comună (fale fono).
- În Futuna, fiecare dintre cei doi regi (Tuigaifo în Tu`a și Tuisigave în Sigave) dispun de asemenea de miniștri ce au rol de purtător de cuvânt în consilii. Ei au o autoritate limitată asupra șefilor de sate desemnați de către familiile nobile care au si puterea de a demite regele.

## Geografie

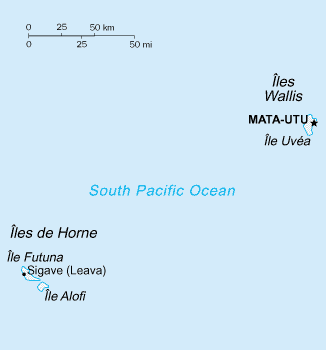
Harta Wallis și Futuna

Insulele au un relief vulcanic cu coaste foarte decupate, protejate de centuri de recif de corali, ce îngreunează accesul la mal. Climatul este cald și umed, cu un sezon ploios din noiembrie în aprilie și un sezon uscat din mai în octombrie.
Insulele Wallis și Futuna sunt două grupuri de insule cu o istorie geologică și aspect diferit:
- Insulele Wallis, în nord-est, sunt compuse dintr-o insulă principală, Uvea (ce se întinde pe o suprafață de 96 km²), și mai multe insule de corali. Insula este un fost vulcan, ce a început să se scufunde și a permis apariția unui recif de corali și a unei lagune deschise spre ocean în 4 pasaje, din care doar unul este navigabil. Altitudinea maximă este de 181 m iar insula nu dispune de râuri. Apa potabilă provine însă din numeroasele lacuri de crater, dintre care el mai întins, Lalolalo, constituie o prețioasă rezervă de apă dulce.
- Insulele Hoorn, situate la sud-est, sunt formate din două insule principale: Futuna, 64 km² și insula vecină Alofi (mai mică, cu relief mai accidentat și fără recif de corali), sunt deschise spre Oceanul Pacific. Existența lor se datorează fenomenelor de vulcanism mai recente. Futuna este traversată de numeroase râuri, surse de apă dulce, iar Alofi, din cauza absenței acestora, este aproape nelocuită.

Doar 5% este teren arabil, culturile permanente ocupând 20% din suprafață. Defrișarea masivă, datorită faptului că lemnul este singurul combustibil prezent, contribuie la o eroziune pronunțată, întâlnită în special pe insula Futuna.

## Economie
Insulele sunt foarte sărace, activitățile economice limitându-se la agricultura de subzistență pentru 80% din populație. 4% din populație este angajată în administrație, veniturile principale fiind ajutoarele din partea guvernului francez și taxele pentru drepturile de pescuit în apele teritoriale sau taxele pe produsele importate. De asemenea sumele trimise de către emigranți, în mare majoritate plecați în Noua caledonie, reprezintă un venit important. Moneda utilizată este francul CFP care este fixată de Euro la un curs de 0.00838 euro pentru un franc CFP.
Există două aeroporturi, dar insuficiența liniilor aeriene combinate cu situarea lor, nu permit dezvoltarea legăturilor comerciale și nici a turismului.

## Demografie
La recensământul din 2003 populația totală era de 14.944 (67,4% pe insula Wallis, 32,6% pe insula Futuna), majoritatea de etnie polineziană, cu o mică minoritate de locuitori de origine franceză. Mai mult de 16.000 Wallisieni și Futunieni locuiesc ca emigranți în Noua Caledonie, ceea ce înseamnă mai mult decât populația totală a insulelor. Religia majoritară este catolicismul, limbile vorbite fiind atât limba franceză (10% din populație au declarat-o prima limbă) cât și dialectele locale polineziene. Jumătate din populația de peste 15 ani este analfabeta.